# Полисаєвський міський округ
Полиса́євський міський округ (рос. Полысаевский городской округ) — міський округ Кемеровської області Російської Федерації.
Адміністративний центр — місто Полисаєво.

## Історія
Міський округ утворений 2004 року, до цього його територія входила до складу Ленінськ-Кузнецької міської ради обласного підпорядкування.

## Населення
Населення — 28899 осіб (2019; 30671 в 2010).

## Населені пункти
| № | Населений пункт        | Населення, осіб (2002) | Населення, осіб (2010) |
| - | ---------------------- | ---------------------- | ---------------------- |
| 1 | Красногорський, селище | 3070                   | 2965                   |
| 2 | Полисаєво, місто       | 28151                  | 27624                  |
| 3 | Шахти №5, селище       | 95                     | 82                     |